# Уклета кућа (приповетка)
„Уклета кућа” (енгл. The Shunned House) је приповетка америчког писца Хауарда Филипса Лавкрафта, написана у октобру 1924. и објављивана у октобру 1937. у часопису Weird Tales.

## Радња
Дуги низ година, приповедач и његов ујак, др Елиху Випл, фасцинирани су старом напуштеном кућом у Улици Бенефит. Др Випл је начинио опсежне записе који прате мистериозну, али наизглед случајну, болест и смрт многих који су живели у кући више од стотину година. Они су такође збуњени чудним коровом који расте у дворишту, као и необјашњивим непријатним мирисом и беличастим фосфоресцентним гљивама које расту у подруму. Приповедач открива чудну, жућкасту пару у подруму, која делује као да је спојена са плеснивим обрисом збијеног људског облика на поду. Он и његов ујак одлучују да преноће у овој кући и истраже могућност неке натприродне силе. Постављају лежаљке и столице у подруму, наоружавају се војним бацачима пламена и опремају модификовану Круксову цев у нади да ће уништити свако натприродно присуство које би могли пронаћи.
Када др Випл задрема, почиње да се баца и окреће, као и да брбља на француском све док се изненада не пробуди. Он говори приповедачу да је имао чудне визије како лежи у отвореној јами, у кући са флуидним карактеристикама, где су лица зурила у њега. Многа лица су била лица породице Харис, чији су чланови умрли у овој кући. Након што приповедач заспи, буди га стравичан врисак. Он види да одвратна жућкаста „варљива светлост” са пода буљи у њега са много очију пре него што нестане у трачку кроз димњак. Налази свог ујака претвореног у чудовиште са „поцрнелим, распаднутим цртама лица” и канџама које капају. Укључује Круксову цев, али видевши да она нема ефекта, бежи из куће кроз врата подрума док се тело његовог ујака раствара, претварајући се у мноштво лица умрлих укућана док се топи. Приповедач се враћа следећег дана и проналази своју опрему нетакнуту, али не и тело.
Приповедач кује план. Наручује да се до подрумских врата куће испоруче војна гас-маска, алат за копање и шест боца сумпорне киселине. Он копа по земљаном поду подрума, ослобађајући гљивични жути муљ, и поставља боце са киселином око рупе у нади да ће наићи на некакво чудовишно створење. На крају, он открива меки, плаво-бели, провидни сулундар, савијен на два дела, са две стопе у пречнику на најширем месту. Махнито излази из рупе до врата и баца у четири боце киселине, схватајући да је пронашао лакат гигантског чудовишта. Приповедач се онесвести након што испразни четврту боцу. Када се пробуди, он празни две преостале боце, али без ефекта, замењује земљу и открива да се необична гљива претворила у безопасни пепео. Оплакује свог ујака, али му је лакнуло што је сигуран да је ужасно створење коначно мртво. Приповедач бележи да је кућа накнадно изнајмљена некој другој породици и да сада изгледа сасвим нормално.

## Инспирација
Наслов „Уклета кућа” заснован је на стварној кући у Провиденсу, изграђеној око 1763. године, која се још увек налази у Улици Бенефит 135. Лавкрафт је био упознат са кућом јер је у њој живела његова тетка Лилијан Кларк 1919/20. године као неговатељица госпође Х. К. Бебит. Међутим, још једна кућа у Елизабету, у Њу Џерзију, заправо је натерала Лавкрафта да напише ову причу. Како је написао у једном писму:
На североисточном углу Улице Бриџ и Авеније Елизабет налази се ужасна стара кућа — паклено место где су се дела црних ноћи вероватно вршила у раном осамнаестом веку — са црнкастом неофарбаном површином, неприродно стрмим кровом и спољним степеницама које воде до другог спрата, загушљиво удубљеним у сплет бршљана тако густих да не може а да се не замисли да су проклети или храњени лешевима. Подсетила ме је на Бебитину кућу у Улици Бенефит... Касније је њена слика поново постала живописнија, што ме је на крају навело да напишем нову хорор причу смештену у Провиденсу, са Бебитином кућом као поставком.

## Ликови
- Елиху Випл: Описан као „разумни, конзервативни лекар старе школе... нежења; седокоси, глатко обријани, старомодни господин и познати локални историчар”. Питер Кенон пише да је Випл „вероватно композитни портрет два Лавкрафтова учена ујака и деде по мајци”; деда се звао Випл Филипс.[3]
- Етјен Руле: Хугенот из Кода, близу Анжеа, који се настанио у Ист Гриничу на Роуд Ајланду 1686. и преселио се у Провиденс 1696. године; Уклета кућа изграђена је на месту гробља његове породице. Према причи, „породица Руле је имала абнормалан афинитет према спољашњим круговима ентитета — мрачним сферама које за нормалне људе имају само одбојност и ужас”. За Етјена се каже да је био „добар... у читању необичних књига и цртању необичних дијаграма”. Његов син, Пол Руле, описан је као „набусит момак несталог понашања”; наведено је да „његове молитве нису ни изговарене у право време, нити усмерене на прави објекат”. Приповедач приче сумња да је породица повезана са Жаком Рулеом од Кода, који је осуђен на смрт због ликантропије 1598. пре него што је затворен у лудницу. Жак Руле је био стварна особа о којој је Лавкрафт читао у Митовима и Ствараоцима митова Џона Фискеа.[4]

## Пријем
Роберт Вајнберг описао је „Уклету кућу” као „један од најбољих Лавкрафтових кратких романа”.